# Ichneumon albicans
Ichneumon albicans är en stekelart som beskrevs av Gmelin 1790. Ichneumon albicans ingår i släktet Ichneumon och familjen brokparasitsteklar. Inga underarter finns listade i Catalogue of Life.